# Lissage brésilien
Le lissage brésilien, également appelé traitement brésilien à la kératine, est un traitement des cheveux à l'aide de produits de soin à base de kératine. Il s'agit d'une méthode utilisée par les coiffeurs pour « détendre » temporairement les cheveux, cela permet de les rendre lisses pendant quelques mois. Il fait partie des techniques de lissage chimique du cheveu.

## Méthode
Le lissage brésilien est un traitement capillaire qui consiste à sceller un liquide constitué de kératine et d'autres ingrédients chimiques dans les cheveux à l'aide d'un fer à lisser. Cette méthode pratiquée initialement au Brésil a été exportée dans le monde entier. Cependant, certains produits de lissage brésilien ont été interdits du fait d'une dose de formaldéhyde excédant les normes légales.

## Caractéristiques
Le traitement des cheveux au moyen du lissage brésilien permet d'éliminer les frisottis, de lisser les cheveux et de leur conférer un aspect brillant. Le traitement reste efficace environ trois mois, en fonction de son entretien. D'origine brésilienne, ce traitement à base de kératine peut-être effectué sur tous les types de cheveux traités chimiquement et vierges (blanchis, éclaircis, colorés, permanentés, détendus ou déjà lissés). La technique de l'application est similaire au lissage japonais ainsi qu'au lissage de type Yuko par l'utilisation de fers à lisser, chauffés pour enfermer le produit dans la cuticule du cheveu.
Ce traitement vise à lisser les boucles et les vagues indisciplinées mais aussi à réduire les frisottis. Le traitement ne garantit pas complètement la raideur des cheveux, bien que, s'il est effectué correctement, il puisse réduire entre 50 et 80 % des boucles en fonction de la texture des cheveux d'origine. Les traitements perdurent environ 10-12 semaines et doivent être répétés pour traiter les repousses (croissance du cheveu). Les produits capillaires utilisés emploie utilisent l'acide glyoxylique comme alternative à la formaldéhyde dont la toxité a été identifiée et qui a été intertite en 2019.

## Toxicité et caractère cancérigène des traitements de lissage
Ce traitement « lissant », largement disponible, et très utilisé dans le monde, comprend comme ingrédient du formaldéhyde, un produit connu comme étant toxique et cancérogène suspecté. Outre qu'il est parfois responsable de sensibilisations, d'allergies (dermatite de contact) et/ou d'un œdème pervasif de la face , en 2010, il a doublement attiré l'attention d'autorités sanitaires de plusieurs pays après qu'un examen minutieux de produits emballés et étiquetés « sans formaldéhyde », se sont en réalité avérés libérer des quantités importantes de formaldéhyde. Et il a été aussi constaté que « de nombreux produits appliqués par les professionnels de salon de coiffure contiennent du formaldéhyde ou ses dérivés et sont commercialisés comme supposés sûrs », certains endommageant en outre les cheveux (de types caucasiens comme africains),, ce qui a contribué à alimenter un débat déjà ancien sur la sécurité et les adverses pour la Santé de nombreux traitements cosmétiques. Ces constats sur la formaldéhyde ont conduit à utiliser l'acide glyoxylique comme alternative.
Aux États-Unis, la FDA (Food and Drug Administration) a averti que les lissages brésiliens, comprenant certains produits, sont dangereux pour la santé des femmes mais aussi pour celle des coiffeurs et coiffeuses qui appliquent ces produits.
En France, les mêmes inquiétudes reposent sur la présence avérée de méthanal (formaldéhyde), en quantité parfois nettement supérieure aux normes selon l'ANSM, dans différentes compositions de nombreux produits de lissage de cheveux notamment importés.
En 2019, une nouvelle étude, la première étude prospective ayant porté sur une vaste cohorte et ayant évalué séparément le risque chez les femmes noires et blanches a confirmé un risque de cancer du sein accru chez les femmes utilisant des teintures capillaires permanentes, et chez celles qui utilisent des lisseurs chimiques, et avec un risque fortement accru chez les femmes à peau noire par rapport aux femmes à peau blanche. L'utilisation fréquente de lisseurs chimiques augmente dans tous les cas le risque de développer un cancer du sein.
En 2024, des études montrent que l'acide glyoxylique considéré comme alternative au formaldéhyde peut produire des épisodes d'insuffisance rénale aiguë. La métabolisation par le foie de l’acide glyoxylique absorbée par voie transcutanée au niveau du cuir chevelu produirait des cristaux d'oxalate de calcium toxiques pour le rein. Les symptômes sont la plupart du temps des nausées et vomissements survenant pendant la séance de lissage ou peu après, suivi de douleurs abdominales. Une étude israélienne indique que les patientes sont restées en moyenne six jours à l’hôpital avec un traitement par dialyse.

### Nomenclature
Selon le Chemical Abstracts Service (CAS), le formaldéhyde et le méthylène glycol sont répertoriés comme deux substances différentes avec deux numéros de registre CAS différents (CAS 50-00-0 et 463-57-0).
Les composés, qui ont deux structures chimiques différentes, existent en deux familles chimiques différentes et présentent des propriétés physiques différentes. Le formaldéhyde est un gaz incolore dont la structure chimique est HCHO. Le méthylèneglycol, ou monohydrate de formaldéhyde, est un liquide possédant la structure chimique : CH4O2.
Le formaldéhyde peut être cancérigène. Le méthylèneglycol est un agent de fixation qui fixe les tissus chimiques dès la température ambiante et en tant que tel, il présente des risques pour la santé. Cependant, il est à noter que la chaleur appliquée dans le processus du lissage brésilien provoque la déshydratation du méthylène-glycol qui donne du gaz de formaldéhyde et des vapeurs d'eau.

### Les rapports sur les effets sur la santé
Les analyses des produits contenant du formaldéhyde ou du méthylène-glycol mettent en relation le lissage brésilien et les effets physiques suivants : troubles oculaires (irritation, augmentée de larmoiement, vision floue, une hyperémie) ; troubles du système nerveux (maux de tête, sensation de brûlure, étourdissements, syncope) et des troubles des voies respiratoires (dyspnée, toux, inconfort nasal, épistaxis, respiration sifflante, rhinorrhée, irritation de la gorge, rhino-pharyngite). D'autres symptômes ont également été signalés, notamment des nausées, hypotrichose, douleurs à la poitrine, vomissements et une éruption cutanée et risque de cancer.

### Interdictions
Ont été interdits les produits qui contiennent des produits de réaction tels que l'acétophénone, le formaldéhyde, le méthanol, l'acide cyclohexylamine et l'acide acétique (CE n ° 406-230-1), 1,2,3,4,5,6-hexachlorcyclohexanes. Il en est de même pour les produits contenant des aldéhydes plus de 0,001 % dans et sur les produits ou 0,01 % dans les produits à rincer : ceux-ci doivent énumérer les ingrédients de manière explicite sur les étiquettes des produits.

### Alternatives
Des chercheurs ou laboratoires tentent de développer des produits se voulant plus « verts », utilisant par exemple :
- des composés carbonylés tels que l'acide glyoxylique ; selon une étude récente, les aldéhydes et la N-α-acétyl-L-lysine peuvent à certaines conditions réagir en formant des imines, induisant aussi des réarrangements dans la distribution de la structure secondaire, des changements conformationnels des ponts disulfures, une diminution des résidus sérine. Le lissage conduit alors à des « réarrangements conformationnels majeurs dans la fibre capillaire plutôt que sur la cuticule »[19] ;
- des peptides qui sont codés par les gènes humains (ex : décapeptides de kératine ) pour - au niveau moléculaire - modifier les grandes molécules de kératine des cheveux humains non naturellement lisses afin de changer la forme de la fibre capillaire[20],[21].

## Réglementation en France
L’Agence française de sécurité sanitaire des produits de santé (Afssaps) et la Direction générale de la concurrence, de la consommation et de la répression des fraudes (DGCCRF) ont édité une mise en garde concernant les produits de lissage contenant du formaldéhyde en quantité supérieure à la limite maximale autorisée,.